# Nasushiobara
Nasushiobara (jap. 那須塩原市 Nasushiobara-shi) – miasto w Japonii, w prefekturze Tochigi. Ma powierzchnię 592,74 km². W 2020 r. mieszkały w nim 115 282 osoby, w 47 288 gospodarstwach domowych  (w 2010 r. 117 706 osób, w 44 564 gospodarstwach domowych).
Miasto zostało założone 1 stycznia 2005 w wyniku połączenia miasta Kuroiso oraz Nishinasuno i Shiobara z powiatu Nasu.